# حمل جاتا
حمل جاتا (به انگلیسی: Carry On Jatta) فیلمی هندی محصول سال ۲۰۱۲ و به کارگردانی اسمیگ کانگ است. در این فیلم بازیگرانی همچون جیپی گروال، ماهی گل، بینو دیلون، گورپریت گوگی، جاسویندر بالا، کارامجیت آنمول و رانا رانبیر ایفای نقش کرده‌اند.